# Betula ermanii
Betula ermanii — вид дерев роду береза родини березові.

## Поширення і екологія
У природі ареал виду охоплює південь Сибіру (Бурятія, Забайкальський край, Якутія), Далекий Схід Росії (Камчатка і Сахалін), Китай (провінції Хейлунцзян, Цзілінь, Ляонін, Внутрішня Монголія), Корейський півострів і Японію (острова Хоккайдо, Хонсю, Сікоку).
Виростає серед хвойних або  мішаних гірських лісів, ближче до субальпійської смуги поодинокими деревами або групами, місцями утворює верхню межу лісу, одинично зустрічається по кам'янистих розсипах і по берегах гірських річок. На Камчатці по схилах гір, увалам, високим схилам річкових долин утворює ліси паркового характеру без домішки інших порід; майже всюди там же утворює верхню межу лісу, поблизу моря створює хащі вітрових форм.
Може рости на таких кам'янистих місцях, де інші деревні породи за браком ґрунтового шару не ростуть. Але не росте на наносних прирічкових ґрунтах, де замінюється Березою пухнастою, і на бідних піщаних і торф'яних ґрунтах, які займає Larix gmelinii.
Холодостійка, тіньовитривала, невимоглива до родючості і вологості ґрунтів. Доживає до 300-400 років.

## Ботанічний опис

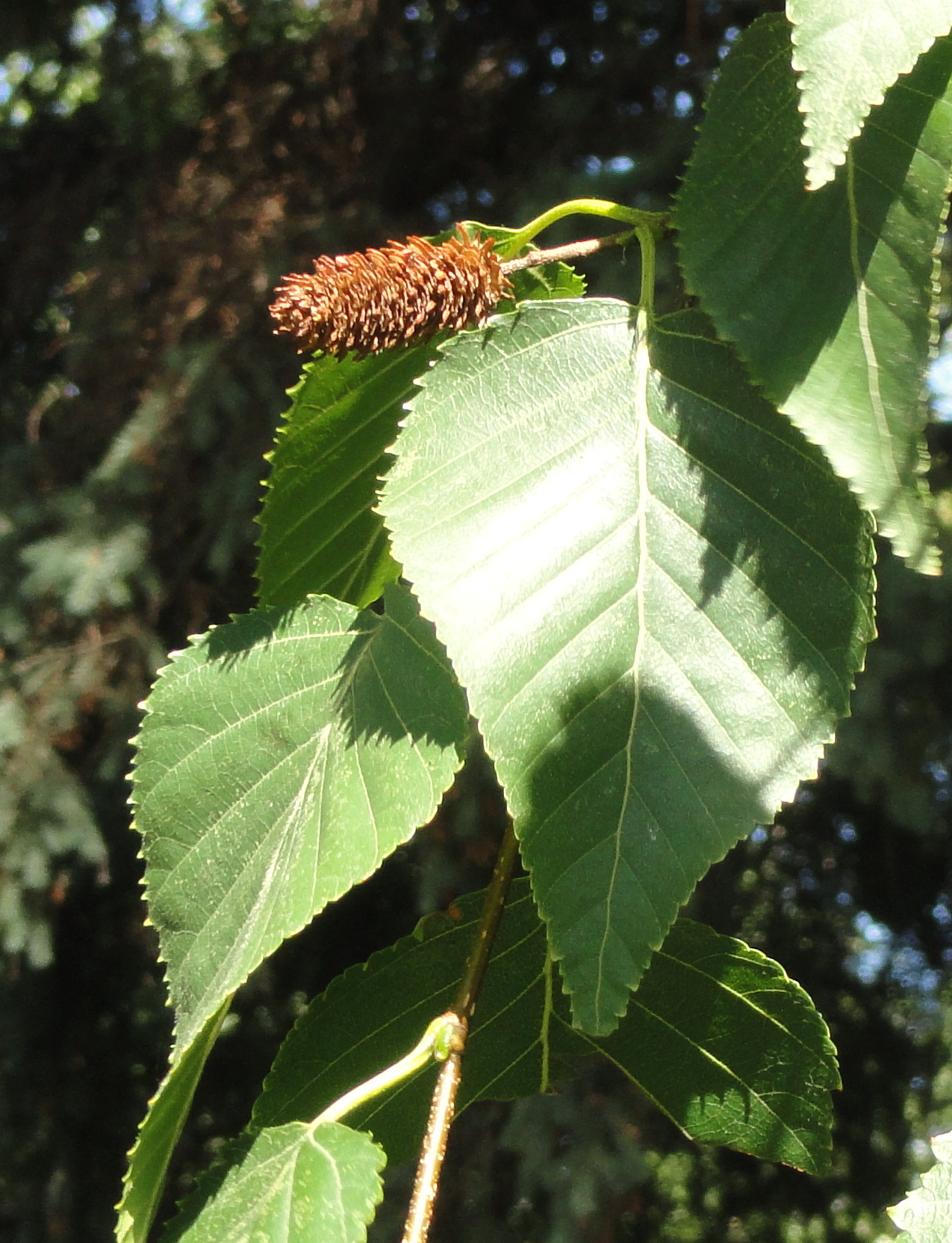

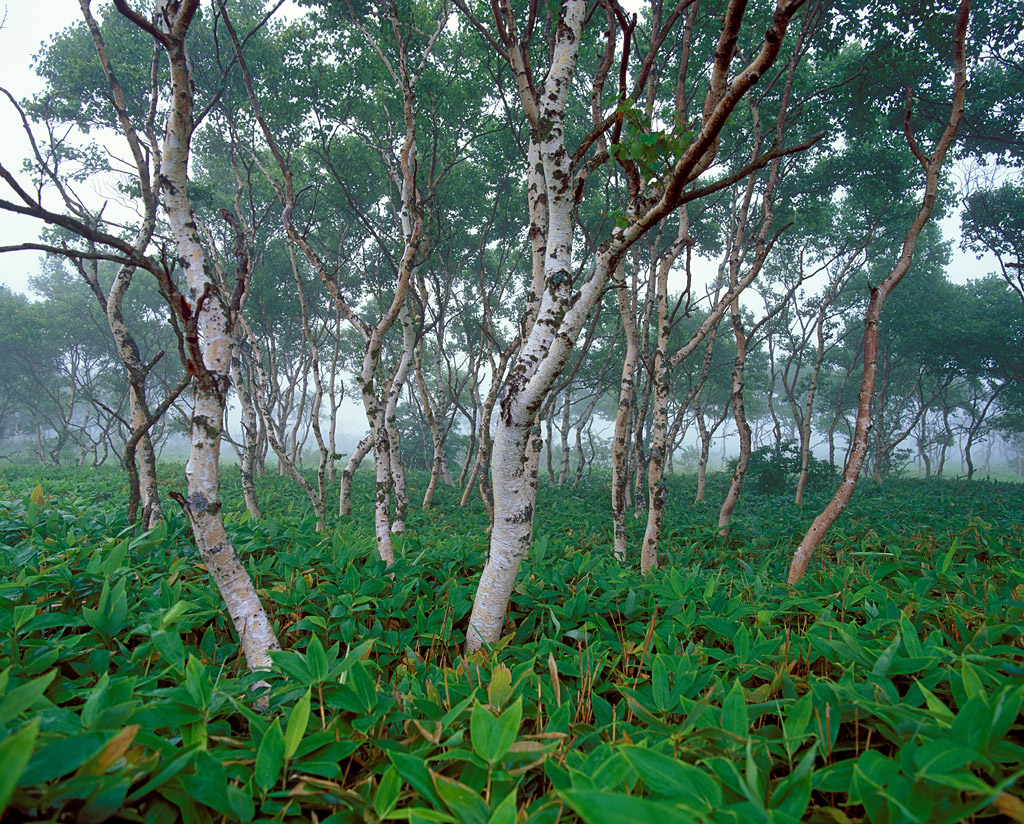
Betula ermanii у Курильськом заповіднику у кальдері вулкана Головніна

Велике або середньої величини дерево заввишки від 12 до 15 м, іноді до 20 м, при діаметрі стовбура 50–75 см, до 90 см. Кора темно-сіра, бура, каштаново-сіра, рожево-сіра або жовто-сіра, сильно лущиться, пізніше тріщинувата. Гілки прямостоячі у лісі і розпростерті на відкритих місцях проживання, молоді гілки залозисто-бородавчасті та запушені; родючі червоно-коричневі з білими чечевичками.
Бруньки подовжено-яйцеподібні, гострі, голі або запушені по краю луски, злегка клейкі. Листя яйцеподібні, овальні або широко овальні, з клиноподібним, округлим або злегка серцеподібною підставою і коротко загостреною верхівкою, по краю двояко-зубчасті, завдовжки 4–14 см, завширшки 3–10 см, зверху темно-зелені, знизу світліші. Черешки завдовжки 5–35 мм.
Пилякові сережки повислі, завдовжки до 8 см. Маточкові сережки майже сидячі, прямостоячі, подовжено-яйцеподібні або майже циліндричні, довжиною 2–4 см, діаметром 1–2 см. Приквіткові лусочки великі, подовжено-клиноподібні, завдовжки 7–10 мм, з трьома ланцетними, на кінцях закругленими, по краю віясті частками, з яких середня перевищує бічні.
Горішки завдовжки до 3 мм, назад-овальні або обернено-яйцюваті, вгорі запушені. Крила вужче горішка в 2–3 рази, найбільш розширені у верхній частині, донизу вужчі. Вага 1000 насінин 0,7 г; в 1 кг 1 428 000 насінь.
Зеленіє і цвіте у квітні — травні, жовтіє у вересні. Плодоношення у серпні — вересні.